# 高承元
高承元，清朝政治人物。四川銅梁縣人。
高承元為四川鄉試解元。乾隆十年（1745年）五月，出任湖南永順府龍山縣知縣。